# Obelia castellata
Obelia castellata är en nässeldjursart som beskrevs av Clarke 1894. Obelia castellata ingår i släktet Obelia och familjen Campanulariidae. Inga underarter finns listade i Catalogue of Life.